# 韦利·涅米宁
韦利·涅米宁（芬蘭語：Veli Nieminen，1886年12月1日—1936年4月1日），芬兰男子体操及射击运动员。他曾获得1908年夏季奥运会体操比赛男子团体全能铜牌和1920年夏季奥运会射击比赛男子团体300米军用步枪卧射铜牌。